# Budapest Főváros Vagyonkezelő Központ Zrt.
A BFVK Zrt.-t azzal a céllal hozta létre a Fővárosi Önkormányzat, hogy a Főváros forgalomképes vagyonát (ingatlanok, és társasági részesedések, üzletrészek) hatékonyan, szakszerűen, maximális gazdasági eredményre törekvően hasznosítsa. A fővárosi vagyonelemek mellett a Társaság saját ingatlanokat és társasági részesedéseket is kezel, illetve szolgáltatásait a piac más szereplőinek is kínálja.

Budapest Főváros Közgyűlése az 1084/2011.(04.27.) számú határozatával döntött a kizárólagos tulajdonában álló két gazdasági társaság, a Budapest Főváros Vagyonkezelő Központ Zrt. (BFVK Zrt.) és a Fővárosi Ingatlankezelő Műszaki Vállalkozó Zrt. (FIMŰV Zrt.) egyesüléséről.
A Fővárosi Bíróság, mint Cégbíróság Cg. 01-10-041884/150 számú végzése alapján a Budapest Főváros Vagyonkezelő Központ Zrt. (BFVK Zrt.) és a Fővárosi Ingatlankezelő Műszaki Vállalkozó Zrt. (FIMŰV Zrt.) 2011. augusztus 1. napi hatállyal beolvadás útján egyesült. A beolvadással egyidejűleg a BFVK Zrt. jogutódlással megszűnt, a cégnyilvántartásból törlésre került.

## Székhelye
1013 Budapest Attila út 13/A.